# Station Krigslida
Krigslida is een station van het stadsgewestelijk spoorwegnet van Stockholm in de gemeente Haninge aan de Nynäsbanan op 33,5 km van Stockholm C. 

## Geschiedenis
Het station werd in de zomer van 1980 in gebruik genomen als een enkelsporige halte, ter vervanging van Nedresta dat ongeveer 600 m noordelijker lag. Op 3 december 2012 werd het dubbelspoor tussen Västerhaninge en Tungelsta in gebruik genomen en sindsdien heeft het station een eilandperron.
Krigslida is, samen met Hemfosa, een van de twee stations op het forensenspoornetwerk van Stockholm die geen verbinding hebben met ander openbaar vervoer.

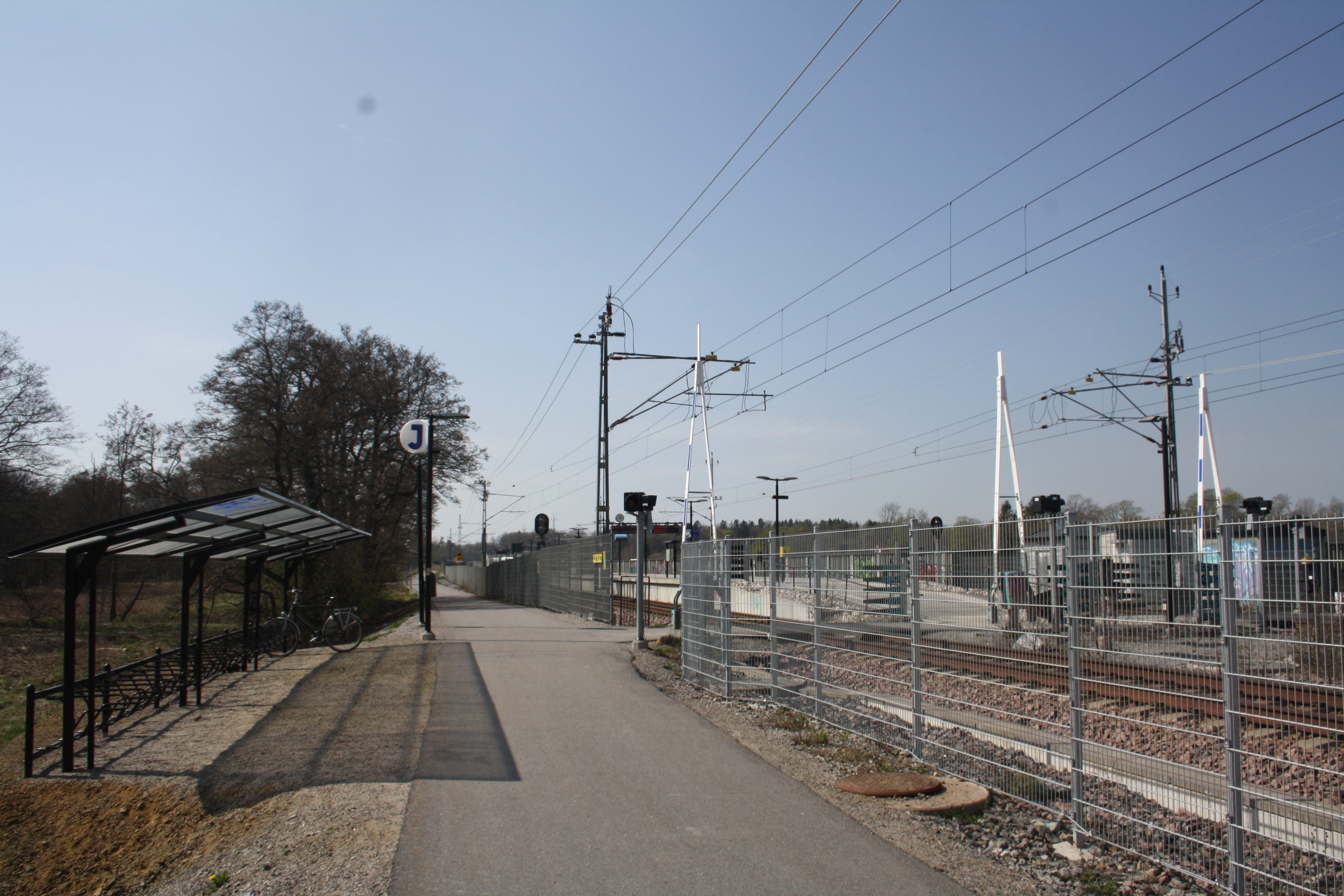
De ingang.
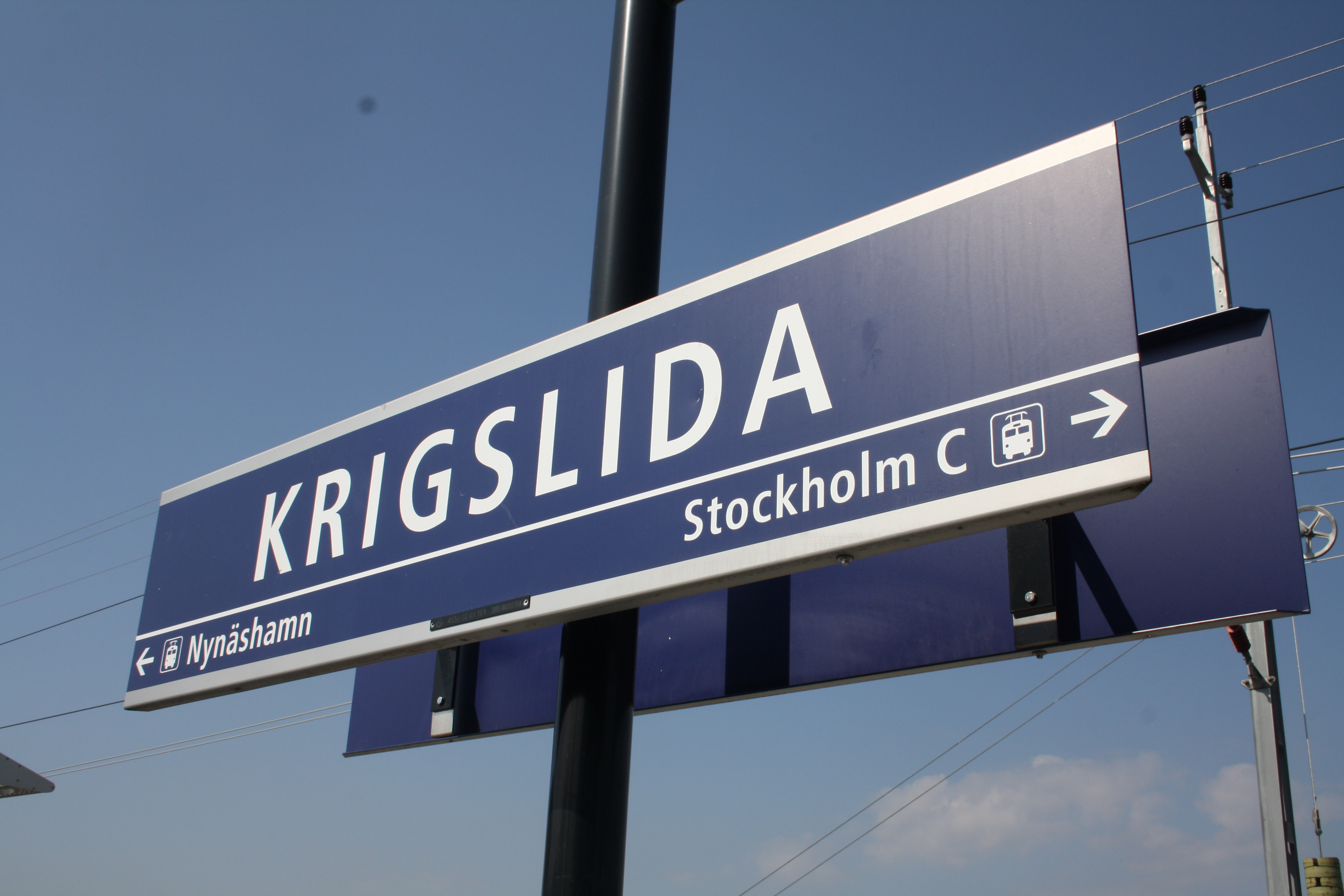